# آندره آمارو
آندره آمارو (انگلیسی: André Amaro؛ زادهٔ ۱۳ اوت ۲۰۰۲) بازیکن فوتبال اهل پرتغال است.